# Geluiden uit het heelal
Geluiden uit het heelal is een hoorspel van Wolfgang Hildesheimer. Biospährenklänge werd op 22 juli 1977 door de Bayerischer Rundfunk uitgezonden. Gerrit Bussink vertaalde het en de KRO zond het uit op dinsdag 12 mei 1981. De regisseur was Jean-Pierre Plooij. Het hoorspel duurde 64 minuten.

## Rolbezetting
- Sacha Bulthuis
- Siem Vroom

## Inhoud
In hun huis midden in de natuur proberen een man en een vrouw de tekenen te interpreteren waarvan ze niet zeker weten of het eigenlijk wel aanwijzingen voor de nakende ondergang zijn. Sinds de vroege morgen werkt de telefoon niet meer. Ze hebben geen nieuws van hun zoon, en ook de kinderen van de buur zijn op hun terugweg van school nog niet voorbijgekomen. Het einde komt niet met een knal. Het proces is al lang gaande en gaat exponentieel verder. Nu is de grens bereikt. De mensen kunnen boeken lezen, maar hebben niet geleerd de tekenen van de natuur te interpreteren. Wellicht wordt op dit ogenblik ergens in een ziekenhuis net dát kind geboren door wie de aardbevolking overcompleet wordt. Het overschrijden van de laatste grens uit zich in een hoge toon, die ontstaat doordat van de aarde afkomstige klankgolven niet meer geabsorbeerd worden door de atmosfeer, ten gevolge van de besmetting met schadelijke stoffen: het Richardson-effect. Niets minder dan het ophanden zijnde einde van het leven wordt er door aangekondigd...